# Thomas Brandt
Erik Thomas Brandt, född 30 januari 1975, är en svensk gitarrist, kompositör och sångtextförfattare. Brandt var med i hårdrocksgruppen Lok från Partille.